# Marsa Zayed
Marsi Zayed   (en arabe:مرسى زايد) est un projet de réaménagement d’une valeur de 10 milliards dollars à Aqaba, en Jordanie. Le projet qui porte le nom du Cheikh Zayed ben Sultan Al Nahyane, est composé de hautes tours, des hôtels, des magasins, résidentiels et récréatifs. Après l'achat de passerelles de terrain par la société émiratie Al Maabar en 2008, les premiers travaux commencent en 2010. 
La première étape consiste à construire une zone résidentielle et la mosquée et la deuxième étape est d'achever la construction du port d’Aqaba ; cette étape est actuellement en attente jusqu'à ce que la première soit terminée,.